# Toy Story 2: Buzz Lightyear to the Rescue
Toy Story 2: Buzz Lightyear to the Rescue là tựa game  đi cảnh dựa trên bộ phim hoạt hình máy tính Toy Story 2 năm 1999 của Pixar. Game được phát hành cho Nintendo 64, PlayStation, Microsoft Windows và Macintosh vào cuối năm 1999, trong khi phiên bản Dreamcast tiếp theo vào năm 2000 Phiên bản máy tính được phát hành dưới tên Disney/Pixar's Action Game, Toy Story 2. Một phiên bản khác là tựa game đi cảnh màn hình cuộn ngang có tên Toy Story 2, cũng được phát hành cho Game Boy Color vào năm 1999.
Toy Story 2: Buzz Lightyear to the Rescue đã được phát hành lại nhiều lần dưới dạng trò chơi có thể tải xuống cho hệ máy PlayStation, bao gồm PlayStation 3 và PlayStation Portable vào năm 2011, PlayStation Vita vào năm 2012 và PlayStation 4. Ngoài ra, trò chơi đã chính thức được chuyển hệ sang PlayStation 5 vào năm 2022 cho người dùng cấp PlayStation Plus Premium và có thể truy cập được trong thư viện game cổ điển.

## Lối chơi
Phiên bản máy tính và hệ máy chơi game gia đình giao cho người chơi điều khiển Buzz Lightyear khi anh ta vượt qua mười lăm màn chơi (bao gồm mười màn chơi chính và năm màn chơi đấu trùm) dựa trên và lấy cảm hứng từ các địa điểm trong phim hòng giải cứu Woody. Buzz có thể tấn công kẻ địch bằng tia laze ở cổ tay, có thể được tích điện để có thêm sức mạnh và cũng có thể nhắm mục tiêu thông qua góc nhìn người thứ nhất. Buzz cũng có một đòn tấn công xoay tròn có thể được tích lũy thành một vòng quay liên tục. Buzz cũng có thể mở rộng đôi cánh của mình để thực hiện cú nhảy đôi và thực hiện động tác dậm chân nhằm kích hoạt công tắc. Người chơi có thể chọn một loại trang bị gia tăng sức mạnh bằng tia laze để cung cấp cho Buzz nguồn cung cấp hạn chế các phát bắn bằng tia laze, cũng như pin bổ sung sức khỏe và tăng thêm sinh mạng.
Mục đích chính của game là thu thập kỉ vật Pizza Planet được đặt trong suốt các giai đoạn. Mỗi màn chơi có 5 kỉ vật Pizza Planet, mỗi kỉ vật được thu thập bằng cách hoàn thành các mục tiêu khác nhau, chẳng hạn như chiến đấu với một tên trùm nhỏ, giải câu đố để nhận kỉ vật bí mật, hoàn thành thử thách tính giờ hoặc chiến thắng một cuộc đua với nhân vật khác hoặc giúp đỡ một nhân vật tìm 5 cái của một vật thể nhất định được ẩn giấu trong màn chơi đó. Mỗi màn chơi cũng có một số đồng xu được đặt trong đó, 50 trong số đó có thể được thu thập và trao cho Hamm để lấy kỉ vật. Một số mục tiêu nhất định yêu cầu sử dụng tính năng gia tăng sức mạnh đặc biệt mà trước tiên phải được mở khóa ở một màn chơi nhất định bằng cách lấy một trong những bộ phận cơ thể bị thiếu của Mr. Potato Head. Tăng cường sức mạnh bao gồm lá chắn bảo vệ Buzz khỏi bị hư hại, ủng tên lửa phóng anh ta chạy ở tốc độ cao, máy phóng đĩa giúp tấn công đối phương, móc vật lộn để leo lên gờ cao và ủng lơ lửng để bay lên những nơi cao. Mặc dù chỉ cần một kỉ vật Pizza Planet để hoàn thành màn chơi, một số màn chơi yêu cầu một số lượng kỉ vật nhất định để mở khóa. Ngoại trừ phiên bản Nintendo 64, tiến triển qua từng màn chơi sẽ mở khóa các đoạn phim FMV của các cảnh được lấy từ trong phim. Thay vào đó, phiên bản Nintendo 64 có ảnh chụp màn hình từ phim kèm theo văn bản hiện diện ở giữa các màn chơi, do giới hạn lưu trữ của hộp băng Nintendo 64.

## Cốt truyện
Cốt truyện của trò chơi có liên quan đến bộ phim Toy Story 2, và bắt đầu tại nhà của Andy khi Al McWhiggin đánh cắp Woody từ món đồ bán trong sân của gia đình. Buzz Lightyear, Hamm, Rex, Slinky và Mr. Potato Head mạo hiểm đi tìm và giải cứu Woody. Sau khi rời khỏi nhà của Andy, đám đồ chơi liền đi vào khu phố nơi Andy sống, sau đó đến Al's Toy Barn, căn hộ áp mái nơi Al sống và cuối cùng là nhà ga sân bay và đường băng nơi bộ phim kết thúc. Stinky Pete (hay còn gọi là Prospector) xuất hiện với tư cách là trùm cuối của game cùng với hai tay sai trong trò chơi của hắn.

## Phát triển và phát hành
Tháng 7 năm 1998, Activision đã cấp phép tạo ra tựa game dựa trên Toy Story 2. Game do hãng Traveller's Tales phát triển và Activision phát hành. Traveller's Tales từng ra công phát triển tựa game gốc Toy Story. Phiên bản hệ máy chơi game gia đình được phát hành dưới cái tên Toy Story 2: Buzz Lightyear to the Rescue!, trong khi các phiên bản dành cho Microsoft Windows và Macintosh  được phát hành với tựa đề Disney/Pixar's Action Game, Toy Story 2.
Quá trình phát triển đã được tiến hành một thời gian kể từ tháng 3 năm 1999. Các phiên bản PlayStation và Nintendo 64 được ra mắt tại Hội chợ Triển lãm Giải trí Điện tử vào tháng 5 năm 1999. Tại nước Mỹ, trò chơi được phát hành cho PlayStation, Nintendo 64, Windows và Macintosh vào tháng 11 năm 1999, trùng với thời điểm bộ phim ra rạp. In Tại châu Âu, phiên bản PlayStation và Nintendo 64 được phát hành vào ngày 4 tháng 2 năm 2000.
Activision cũng phát hành phiên bản Dreamcast. Phiên bản này bị trì hoãn và cuối cùng được phát hành tại Mỹ vào tháng 7 năm 2000. Đây là một bản chuyển hệ của phiên bản PlayStation, và cũng được Traveller's Tales phát triển và Activision phát hành.
Tháng 3 năm 2011, Toy Story 2: Buzz Lightyear to the Rescue! được phát hành lại thông qua PlayStation Network dưới dạng PS one Classic, có sẵn để tải xuống trên hệ máy console PlayStation 3 và PlayStation Portable. Tháng 8 năm 2012, nó nhận được bản phát hành lại có thể tải xuống cho PlayStation Vita thông qua PlayStation Store châu Âu, trong khi bản phát hành lại Vita tại Mỹ tiếp theo vào tháng 1 năm 2013. Ở châu Á, nó được phát hành lại vào tháng 5 năm 2022, dưới dạng tựa game có thể tải xuống dành cho PlayStation 4 và PlayStation 5, thông qua dịch vụ PlayStation Plus.

### Tranh cãi
Sau lần phát hành đầu tiên, trò chơi này đã tạo ra tranh cãi vì nó bao gồm một nhân vật phản diện có thiết kế đặc trưng với bộ ria mép, băng đeo đầu đạn và mũ phớt vành rộng. Vào cuối tháng 11 năm 1999, một cuộc biểu tình ôn hòa với hơn 120 người được những nhà hoạt động Mestizo tổ chức bên ngoài trụ sở của Activision do họ coi nhân vật này là khuôn mẫu xúc phạm người México. Activision và Disney tuyên bố rằng ngoại hình của nhân vật sẽ được thay đổi trong các phiên bản tương lai của trò chơi; không có kế hoạch thu hồi hoặc sửa đổi các bản hiện tại.

## Đón nhận
Phiên bản PlayStation của Toy Story 2: Buzz Lightyear to the Rescue! nhận được đánh giá tích cực, trong khi phiên bản Nintendo 64 và Dreamcast nhận được "đánh giá trái chiều hoặc trung bình", theo trang web đánh giá tổng hợp Metacritic. Official Nintendo Magazine, khi đánh giá bản phát hành Nintendo 64 đã gọi đây là "một trò chơi đi cảnh thông minh chứa đầy những thế giới lập dị và những con trùm tuyệt vời", nhưng cũng cho biết mức độ khó thấp của nó có thể ngăn cản những người chơi thể loại đi cảnh có kinh nghiệm.
Phiên bản console gia đình/máy tính bị chỉ trích vì phần camera vụng về, và số lượng hạn chế các cụm từ lặp đi lặp lại do những nhân vật không thể chơi được sử dụng trong suốt trò chơi. Giới phê bình ca ngợi phiên bản PlayStation về đồ họa và các clip FMV, đồng thời coi nó vượt trội so với phiên bản Nintendo 64, lưu ý rằng phiên bản này thiếu hẳn các đoạn clip. Levi Buchanan của GameFan đã gọi phiên bản PlayStation là "một tựa game có độ chi tiết tuyệt vời" với "đồ họa tươi sáng, sắc nét, âm thanh đáng kinh ngạc và một số đoạn phim cắt cảnh tuyệt vời". Buchanan chỉ trích phiên bản Nintendo 64 về kết cấu mờ ảo pop-up "khủng khiếp cùng cực", đồng thời tuyên bố rằng tốc độ khung hình ảnh hưởng đến hoạt ảnh của nhân vật. Ngoài ra, Buchanan còn chỉ trích âm thanh, âm nhạc và camera chậm chạp của phiên bản Nintendo 64, đồng thời tuyên bố rằng đồ họa kém đã cản trở quá trình chơi game. Official Nintendo Magazine đánh giá cao âm nhạc lạc quan của phiên bản Nintendo 64, bảng màu rực rỡ của những màn chơi trong game cũng như thiết kế trùm "thông minh" nhưng thừa nhận đồ họa trông "sần sùi" ở một số khu vực. Matt Casamassina của IGN cũng lên tiếng chỉ trích pop-up và tốc độ khung hình của phiên bản Nintendo 64, đồng thời tuyên bố rằng trò chơi đã "làm mờ hình ảnh và giao diện rõ ràng là mờ nhạt" so với phiên bản PlayStation; ông tin rằng phiên bản thứ hai cũng có khả năng điều khiển vượt trội. Chris Hudak của The Electric Playground ca ngợi các màn chơi lớn trong game nhưng lại chỉ trích chúng không đủ yếu tố tương tác.
Giới phê bình của Game Informer đã đánh giá phiên bản PlayStation và khen ngợi các đoạn cắt cảnh FMV và màn chơi trong game nhưng những lời chỉ trích nhắm vào lối chơi lặp đi lặp lại. Game Informer ca ngợi lối chơi "thú vị" của phiên bản Nintendo 64, nhưng cũng cho rằng nó đơn điệu và quá dễ dàng, đồng thời chỉ trích việc thiếu các đoạn phim cắt cảnh. Brett Alan Weiss của AllGame đã ca ngợi phiên bản PlayStation về phần camera, điều khiển, thiết kế màn chơi và các đoạn cắt cảnh, đồng thời tuyên bố rằng giọng nói của nhân vật "mặc dù thừa thãi nhưng là một điểm cộng". Tuy vậy, ông cho rằng trò chơi này quá dễ đối với những game thủ khó tính. Glenn Wigmore của AllGame ca ngợi phiên bản Nintendo 64 về đồ họa, hiệu ứng âm thanh và khả năng điều khiển, nhưng lại chỉ trích âm nhạc của trò chơi, cho rằng nó lặp đi lặp lại.
Phiên bản Dreamcast bị chỉ trích vì khó điều khiển, bao gồm cả cần analog quá nhạy, gây khó khăn cho việc di chuyển Buzz theo đường thẳng. Miguel Lopez của GameSpot tin rằng phiên bản Dreamcast có các đoạn FMV "trông đẹp hơn" nhưng thất vọng vì về cơ bản trò chơi giống như phiên bản Nintendo 64 và PlayStation, trong khi Jeremy Dunham của IGN tin rằng phiên bản Dreamcast có đồ họa đẹp hơn các phiên bản trước. GamePro chỉ trích phiên bản Dreamcast vì đồ họa và âm nhạc đơn điệu. Jeremy Bell của AllGame đã gọi phiên bản Dreamcast là "trông na ná như nhau" và coi các đoạn cắt cảnh là "đồ họa chất lượng" duy nhất của trò chơi. Bell chỉ trích đồ họa của game có khung cảnh đơn điệu và kết cấu bề mặt nhạt nhẽo, đồng thời tuyên bố rằng game này có độ phân giải thấp vì nó được phát triển cho Dreamcast. Bell cũng chỉ trích lối chơi không nguyên bản. PlanetDreamcast thì ca ngợi các đoạn phim của trò chơi nhưng lại chỉ trích phần giao diện VMU của nó, và tuyên bố rằng game sẽ chỉ thu hút trẻ nhỏ mà thôi. Greg Orlando của Next Generation gọi phiên bản Dreamcast là "bản chuyển hệ kém chất lượng" với đồ họa "hầu như không tốt" so với phiên bản PlayStation, trong lúc Shaun Conlin của The Electric Playground gọi đây là "bản chuyển hệ của một trò chơi ngay từ đầu đã không được tốt cho lắm".
Noah Robischon của tờ Entertainment Weekly đã chỉ trích phiên bản Windows về vấn đề cài đặt. PC Zone đã viết rằng mặc dù trò chơi không phục hồi thể loại đi cảnh, nhưng nó "chắc chắn là một phần vượt trội so với hầu hết các mối quan hệ mua bán". Cathy Lu của MacAddict đã đánh giá phiên bản Macintosh và cho rằng nó có thể gây nghiện. Lu khen ngợi đồ họa nhưng lại chỉ trích vấn đề clipping và camera bị giật, cũng như yêu cầu hệ thống cao để chơi game.
Game nằm trong top 10 trò chơi PlayStation bán chạy nhất tháng 12 năm 1999. Phiên bản PlayStation đã nhận được giải thưởng doanh số "Vàng" từ Hiệp hội Nhà xuất bản Phần mềm Giải trí và Thư giãn (ELSPA), cho thấy doanh số ít nhất 200.000 bản tại Vương quốc Liên hiệp Anh.